# Selfridge (Dakota du Nord)
Pour les articles homonymes, voir Selfridge.
La ville de Selfridge est située dans le comté de Sioux, dans l’État du Dakota du Nord, aux États-Unis. Sa population s’élevait à 160 habitants lors du recensement de 2010, estimée à 167 habitants en 2018. Selfridge fait partie de la réserve indienne de Standing Rock.

## Histoire
Selfridge a été fondée en 1911.

## Démographie
| 1910 | 1920 | 1930 | 1940 | 1950 | 1960 |
| ---- | ---- | ---- | ---- | ---- | ---- |
| 25   | 153  | 351  | 329  | 343  | 371  |

| 1970 | 1980 | 1990 | 2000 | 2010 | - |
| ---- | ---- | ---- | ---- | ---- | - |
| 346  | 273  | 242  | 223  | 160  | - |

## Source
- (en) Cet article est partiellement ou en totalité issu de l’article de Wikipédia en anglais intitulé « Selfridge, North Dakota » (voir la liste des auteurs).